# Rhitymna occidentalis
Rhitymna occidentalis är en spindelart som beskrevs av Jäger 2003. Rhitymna occidentalis ingår i släktet Rhitymna och familjen jättekrabbspindlar.
Artens utbredningsområde är Sri Lanka. Inga underarter finns listade i Catalogue of Life.